# Fritz von Kraußer

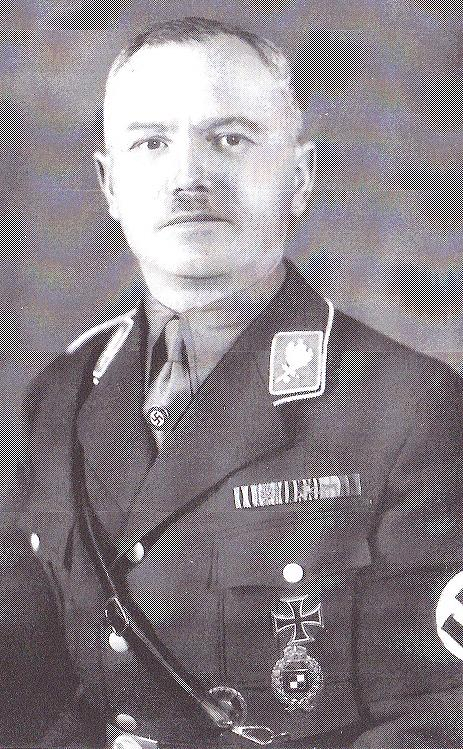
Fritz von Kraußer (1931)

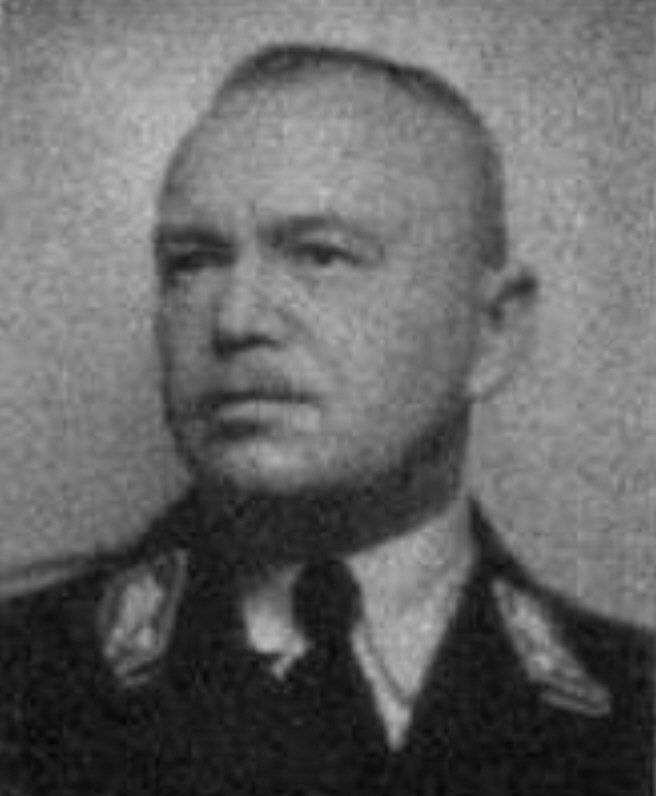
Fritz von Kraußer

Friedrich Wilhelm Kraußer, seit 1917 Ritter von Kraußer, genannt Fritz von Kraußer, (* 29. April 1888 in Nürnberg; † 2. Juli 1934 in Berlin-Lichterfelde) war ein deutscher Offizier, Politiker (NSDAP) und SA-Führer. Kraußer war Reichstagsabgeordneter der NSDAP und SA-Obergruppenführer und eines der Opfer des sogenannten Röhm-Putsches.

## Leben

### Familie
Er war der Sohn des Kaufmanns Max Kraußer und dessen Ehefrau Pauline, geborene Spitzer. Kraußer verheiratete sich 1923 mit Gertrud Roth.

### Bayerische Armee
In seiner Jugend besuchte Kraußer das Progymnasium in Rothenburg ob der Tauber, bevor er in das Kadettenkorps in München eintrat. Im Juli 1908 wurde er als Fähnrich dem 4. Infanterie-Regiment „König Wilhelm von Württemberg“ der Bayerischen Armee in Metz überwiesen. Nachdem er die Kriegsschule erfolgreich absolviert hatte, wurde er im Anschluss am 23. Oktober 1910 zum Leutnant befördert.
Mit seinem Regiment nahm Kraußer zu Beginn des Ersten Weltkrieges an der Schlacht in Lothringen sowie den Kämpfen bei Étain teil. Bereits am 24. August 1914, knapp drei Wochen nach Kriegsbeginn, wurde er als Zugführer der MG-Kompanie schwer verwundet. Im Januar 1915 wechselte er als Flugzeugbeobachter zur Fliegertruppe. Im März 1915 kehrte er mit der Bayerischen Feld-Flieger-Abteilung 7b ins Feld zurück. Später wurde er Führer der Bayerischen Schutzstaffel, der späteren Schlachtstaffel 23b. Mit der Staffel war Kraußer von August bis November 1917 bei der Schlacht in Flandern im Einsatz. Für seine Führungsleistung bei der Unterstützung der deutschen Infanterie und 55 selbst durchgeführten Feindflügen während dieser Kämpfe, wurde er am 20. September 1917 durch König Ludwig III. mit dem Ritterkreuz des Militär-Max-Joseph-Ordens beliehen. Damit verbunden war die Erhebung in den persönlichen Adel und er durfte sich nach Eintragung in die Adelsmatrikel Ritter von Kraußer nennen.
Am 4. November 1917 wurde Kraußer in Flandern zum zweiten Mal schwer verwundet. Nach seiner Genesung wurde er zum Führer der Bayerischen Fliegerabteilung 45 ernannt und im September 1918 zur Schlachtstaffel Gruppe 2 kommandiert, bei der bis Kriegsende verblieb.

### Weimarer Republik
Nach Kriegsende nahm Ritter von Kraußer 1919 als Angehöriger des Freikorps Epp an der Niederschlagung der Münchner Räterepublik, teil. In Gotha stellte er die erste Flieger-Abteilung dieses Freikorps auf.
1920 wurde Kraußer in die Vorläufige Reichswehr als Hauptmann übernommen. Zunächst dem Reichswehr-Infanterie-Regiment 46 zugeteilt, versah er bald darauf seinen Dienst in der Kraftfahr-Abteilung 21 der Reichswehr-Schützen-Brigade 21 und wurde dann noch vor der Bildung der Reichswehr in das Infanterie-Regiment 21 nach Nürnberg versetzt. Am 1. März 1923 wechselte er in den Stab der 7. (Bayerische) Division in München. 1922 wurde Kraußer in Nürnberg zudem Mitglied der „Reichsflagge“, einem militärischen Wehrverbandes mit regionalem Schwerpunkt in Franken. Die „Reichsflagge“ gründete Ende 1921 eine Ortsgruppe in München, deren Leitung Ernst Röhm übernahm. Nach internen Auseinandersetzungen spaltete die Reichsflagge sich im Oktober 1923, wobei eine besonders radikale Gruppe unter Röhm sich als „Reichskriegsflagge“ selbständig machte; Kraußer schloss sich der Reichskriegsflagge im März 1923 an. Kraußers Haltung zum Hitler-Putsch im November 1923 – an dem die „Reichskriegsflagge“ auf Seite der Putschisten beteiligt war – führte am 14. Februar 1924 zu seinem Abschied aus der Reichswehr.
Im Zivilleben war Kraußer als Kaufmann tätig und war gleichzeitig Mitglied in weiteren Wehrverbänden: Von August 1924 bis 1925 gehörte er dem Stab des Oberkommandos des Frontbanns an; einer Auffangorganisation der nach dem Hitler-Putsch verbotenen SA und befehligte das Frontbannkommando in München. Im September 1924 wurde Kraußer auf Anordnung des bayerischen Innenministers Stützel verhaftet und wegen Vergehens gegen das Republikschutzgesetz unter Anklage gestellt, aber bereits nach sechs Wochen in Untersuchungshaft wieder auf freien Fuß gesetzt. Von 1924 bis 1928 führte Kraußer die Münchner Abteilung des völkischen Wehrverbands „Altreichsflagge,“ bis er von Ludendorff abgesetzt wurde. Dieser Verband hatte sich 1923 von der „Reichsflagge“ abgespalten und wurde von Willy Liebel, geleitet. Aufgrund seiner Zugehörigkeit zur Altreichsflagge wurde Kraußer von Hitler die Aufnahme in die NSDAP um 1926 verwehrt, da die NSDAP den Anspruch erhob, dass Personen, die der Partei angehörten nicht zugleich Mitglieder anderer Verbände sein durften. Nebenbei gehörte Kraußer dem Deutsch-Völkischen Offiziersbund und dem Tannenberg-Bund an.
Der NSDAP trat Kraußer zum 1. Dezember 1928 bei (Mitgliedsnummer 104.846), der SA 1931 im Rang eines Oberführers. Vom 3. November 1931 bis zum 14. April 1932 führte er die SA-Gruppe „Hochland“ in München. Am 15. März 1932 zum SA-Gruppenführer befördert, war Kraußer ab dem 1. Juli 1932 Chef der Abteilung I (Organisation) der Obersten SA-Führung (OSAF) und gleichzeitig Stellvertreter des Stabschefs der SA, Ernst Röhm. Am 30. September 1932 wurde Kraußer „Chef des Flugwesens der SA und SS“ und war damit verantwortlich für die Fliegerstürme dieser Parteiorganisationen, die 1933 Teil des Deutschen Luftsportverbandes wurden.

### Zeit des Nationalsozialismus und Tod
Nach der „Machtergreifung“ der Nationalsozialisten amtierte Kraußer vom 1. Mai bis zum 31. Dezember 1933 als Vertreter des Kommandeurs der Sicherheitshilfspolizei in Bayern, die auch aus SA-Mitgliedern gebildet wurde. Seine Zuständigkeit für das Flugwesen gab er am 15. Mai 1933 mit der Bildung des Deutschen Luftsportverbandes (DLV) ab. Am 27. Juni 1933 zum SA-Obergruppenführer befördert, erhielt er im November 1933 ein Mandat im Reichstag. Als Stellvertreter Röhms sprach er sich im Februar 1934 auch für die Absetzung des Sonderkommissars SA-Oberführers Hermann Ritter von Schöpf aus.
Am 30. Juni 1934 wurde Kraußer im Zuge der Röhm-Affäre verhaftet und ins Gefängnis Stadelheim gebracht. Erich Kempka zufolge soll Hitler zunächst erklärt haben, dass er Kraußer aufgrund seiner Orden begnadigt hätte und ihn anders als andere SA-Führer nicht erschießen zu lassen gedachte. Tatsächlich wurde Kraußer am 1. Juli kurzzeitig aus der Haft entlassen, dann jedoch erneut verhaftet.
Am 1. Juli 1934 wurde Kraußer auf Befehl von Hermann Göring zusammen mit Georg von Detten, Hans-Joachim von Falkenhausen und Karl Schreyer mit einem Sonderflugzeug von München nach Berlin überführt. Dort wurde er mit den anderen drei Männern kurzzeitig im Columbiahaus am Tempelhofer Feld festgehalten, in der Nacht zum 2. Juli 1934 in die Kadettenanstalt Lichterfelde überführt und dort von Hitlers Leibstandarte erschossen.
Kraußers Reichstagsmandat wurde ab dem Juli 1934 von dem SS-Offizier Ludwig Oldach weitergeführt.

## Beförderungen
Beförderungen in der SA:
- 15. November 1931: SA-Oberführer
- 1. Juli 1932: SA-Gruppenführer
- 1. Juli 1933: SA-Obergruppenführer

## Archivarische Überlieferung
Im Bundesarchiv haben sich spätliche Personalunterlagen zu Kraußer im Bestand des ehemaligen Berlin Document Center erhalten. Eine Offizierspersonalakte zu ihm aus seiner Zeit in der bayerischen Armee wird in der Abteilung Kriegsarchiv des Bayerischen Hauptstaatsarchivs verwahrt (OP 65134).